# Пекинская киноакадемия

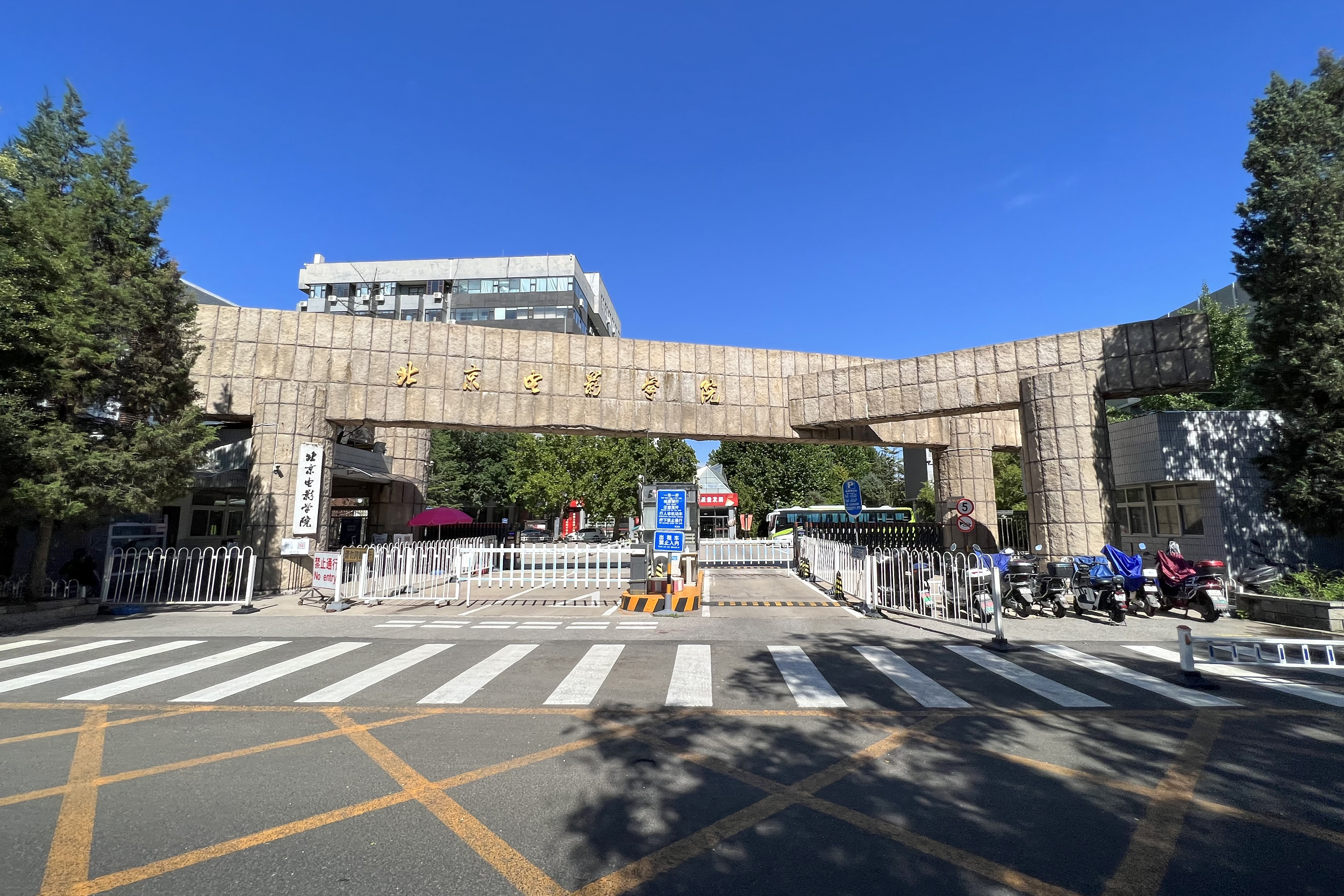
Пекинская киноакадемия

Пекинская киноакадемия (кит. 北京电影学院, пиньинь: Běijīng Diànyǐng Xuéyuàn; сокращённо BFA) — высшее учебное заведение в Пекине, Китай. Является крупнейшим учреждением, специализирующимся на высшем образовании в области кино- и телеискусства в Азии. Академия заработала международное признание за достижения в кинопроизводстве.
Созданная в мае 1950 года Пекинская киноакадемия изначально называлась Институт исполнительского искусства бюро по вопросам кино Министерства культуры. В течение первого года обучение прошло 38 студентов. В течение следующих пяти лет академия трижды переименовывалась.